# موسوعة افتتاحيات الشطرنج

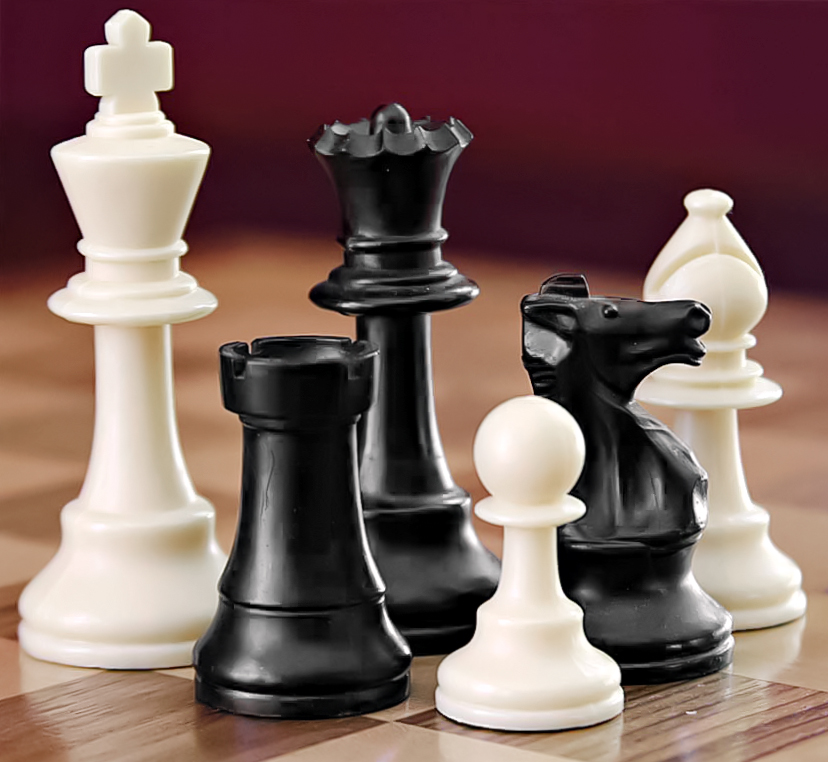

موسوعة افتتاحيات الشطرنج (ECO) هو نظام لتصنيف النقلات في افتتاحيات لعبة الشطرنج. تشتمل الموسوعة على خمسة مجلدات تصنف بالحروف A و B وC و D و E (على قاعدة بيانات الكمبيوتر حاليا)، هدفها تصنيف كل التفرعات الممكن حدوثها في بداية دور الشطرنج.

## ملخص
نشرت كتحليل في الشطرنج منذ عام 1966، ثم جمعها لاعبو الشطرنج. المحرر الرئيسي هو ألكسندر ماتانوفتش Matanović. وتنشرها كل من منظمة التعاون الاقتصادي ومخبر الشطرنج من قبل شركة Informator Šahovski الصربية (المخبر الشطرنج). يتم توفير هذه الفرص عادة في جدول ECO الذي يطرح بشكل مقتضب خطوط أفضل الافتتاح.
الكتب تحتوي على كمية صغيرة فقط من النص، الذي هو في ثماني لغات. الجزء الأكبر من الكتاب يتألف من مخططات ومواقف الشطرنج يتحرك في تدوين الدولية الجبرية تمثال، مع الرموز الخاصة للتعليقات حول التحركات (انظر الشرح رموز الشطرنج).
بدلا من الأسماء التقليدية للافتتاحيات، وضعت نظاما فريدا ترميز ECO كما تم المنشورات التي اعتمدتها الشطرنج الأخرى. هناك خمس فئات رئيسية، "A" إلى "E"، كل منها ينقسم إلى مائة فئات فرعية. ترميز ECO عبارة عن علامة تجارية لشركة مخبر الشطرنج.
الكتب مخصصة للجمهور الدولي وتحتوي فقط على قدر ضئيل من النص بلغات عديدة. يتكون الجزء الأكبر من المحتوى من الرسوم البيانية للمواقف وحركات الشطرنج، مع تعليقات توضيحية برموز، تم تطوير العديد منها بواسطة Chess Informant. كان مخبر الشطرنج رائداً في استخدام التدوين الجبري التمثيلي لتجنب استخدام الأحرف الأولى لأسماء القطع، والتي تختلف بين اللغات.
بدلاً من الأسماء التقليدية للفتحات، طورت منظمة التعاون الاقتصادي نظام تشفير تم اعتماده أيضًا من قبل منشورات الشطرنج الأخرى. هناك خمس فئات رئيسية، من «أ» إلى «هـ»، تتوافق مع المجلدات الخمسة للإصدارات السابقة، وكل منها مقسم إلى 100 فئة فرعية، ليصبح المجموع 500 رمز. غالبًا ما يستخدم مصطلح " ECO " كاختصار لنظام الترميز هذا. كود ECO هو علامة تجارية مسجلة لشركة Chess Informant.

## فتحات مغطاة

### المجلد A: فتحات الجناح
- افتتاح اللغة الإنجليزية
- الدفاع بينوني
- الدفاع الهولندي
- افتتاح ريتي
- بينكو مناورة
- الدفاع الهندي القديم
- افتتاح الطائر
- أنظمة معادية للهند (هجوم ترومبوسكي، هجوم توري، هجوم ريختر-فيريسوف)
- افتحات غير منتظمة

### المجلد B: الألعاب شبه المفتوحة بخلاف الدفاع الفرنسي
- الدفاع الصقلي
- الدفاع كارو كان
- الدفاع بيرك
- دفاع ألكين
- الدفاع الحديث
- الدفاع الاسكندنافي

### المجلد C:الألعاب المفتوحةوالدفاع الفرنسي
- روي لوبيث
- الدفاع الفرنسي
- دفاع بتروف
- لعبة فيينا
- لعبة المركز
- مناورة الملك
- فيليدور الدفاع
- الإيطالية (جوكو بيانو ومناورة إيفانز والدفاع المجري ودفاع الحصانين)
- لعبة سكوتش
- لعبة الفرسان الأربعة
- افتتاح بيدق الملك (مناورة الفيل وافتتاح بونزياني).

### المجلد D: الألعاب المغلقة والألعاب شبه المغلقة
(بما في ذلك Grünfeld Defense ولكن ليس الدفاعات الهندية الأخرى)
- مناورة الملكة
  - قبلت
  - مرفوض (سلاف، أرثوذكسي، تاراش، تارتاكور، ألبين كونت جامبيت، إلخ.)
- غرونفيلد للدفاع
- لعبة الملكة البيدق

### المجلد E: الدفاعات الهندية
(بخلاف Grünfeld Defense و Old Indian Defense)
- نيمزو الهندية للدفاع
- دفاع الملكة الهندي
- دفاع الملك الهندي
- افتتاح الكاتالونية
- الدفاع بوجو الهندي.